# Thecamoebidae
Thecamoebidae – rodzina ameb należących do supergrupy Amoebozoa w klasyfikacji Cavaliera-Smitha.
Należą tutaj następujące rodzaje według Cavalier-Smitha:
- Sappinia
- Stenamoeba
- Thecamoeba